# 1945 في روسيا
فيما يلي قوائم الأحداث التي وقعت خلال عام 1945 في روسيا.

## أحداث
- 24 يونيو – موكب يوم نصر موسكو 1945

## مواليد

### يناير
- 30 يناير – مئير داغان

### مايو
- 21 مايو – فيتالي نعومكين

### سبتمبر
- 23 سبتمبر – إيغور إيفانوف
- 27 سبتمبر – ألكسندر ماركوفيتش بولياكوف

### أكتوبر
- 21 أكتوبر – نيكيتا ميخالكوف
- 28 أكتوبر – غاجي غادشييف لاعب كرة قدم روسي.

### نوفمبر
- 1 نوفمبر – فلاديمير نازليموف

## وفيات

### يناير
- 6 يناير – فلاديمير فرنادسكي (مواليد 1863)
- 28 يناير – روزا شانينا (مواليد 1924)
- 29 يناير – إيليا غولوسوف (مواليد 1883) مهندس معماري روسي.

### فبراير
- 23 فبراير – أليكسي نيكولايفيتش تولستوي (مواليد 1883)

### مارس
- 26 مارس – بوريس شابوشنيكوف (مواليد 1882)

### يونيو
- 16 يونيو – نيقولاي برزارين (مواليد 1904)
- 27 يونيو – نيكولاي تشيريبنين (مواليد 1873) ملحن روسي.

### أغسطس
- 8 أغسطس – أليكسي فافورسكي (مواليد 1860) كيميائي روسي.

### ديسمبر
- 5 ديسمبر – فلاديمير ليونتيفتش كوماروف (مواليد 1869) عالم نبات روسي.